# August Fryderyk Ferdynand von der Goltz
August Fryderyk Ferdynand Goltz (ur. 20 lipca 1765, zm. 17 stycznia 1832) – dyplomata pruski, pierwszy Minister Spraw Zagranicznych Prus (1808-1814) z wyboru Fryderyka Wilhelma III.
W okresie od 20 października 1790 do 5 grudnia 1791 w Polsce zastępował Girolamo Lucchesinigo, ambasadora Prus w Polsce.